# Aeroportul Internațional Sunan
Aeroportul Internațional Sunan sau Aeroportul Internațional Phenian (în coreeană 평양국제비행장, transliterat P'yŏngyang Kukche Pihaengchang) este principalul aeroport din Coreea de Nord, fiind singurul aeroport internațional din această țară.